# توران دورسون
توران دورسون (1934 - 4 سبتمبر 1990) (بالتركية: Turan Dursun) باحث وكاتب إسلامي تركي ومفتي سابق لتركيا. انتقدت أعماله بشدة الإسلام ومؤسسيه.
عمل كباحث في الأديان قبل أن يتحول للإلحاد أثناء دراسته لتاريخ الأديان التوحيدية. كتب دورسون عددًا من الكتب الدينية التي تضمنت تفسير نصوص إسلامية، منتقدًا تلك النصوص مما عرّضه للتهديد من قبل الأصوليين. أمضى ثلاثة إلى أربعة أشهر لتعلم اللغة الكردية فقط للدراسة على يد شيوخ الأكراد في تركيا.
اغتيل دورسون في 4 سبتمبر 1990، خارج منزله في إسطنبول، بعد هذا الحادث، بيعت عشرات آلاف النسخ من كتبه في تركيا.